# Rasmus Alm
Rasmus Alm, né le 17 août 1995 à Landskrona en Suède, est un footballeur suédois jouant au poste d'ailier droit au St. Louis City SC en MLS.

## Biographie

### Débuts professionnels
Né à Landskrona en Suède, Rasmus Alm est formé par le club de sa ville natale, le Landskrona BoIS. Il fait ses débuts en professionnel en 2013 dans le Superettan, la deuxième division suédoise. Le club est ensuite relégué et Alm évolue alors pendant plusieurs saisons en troisième division suédoise.
Le 6 décembre 2017, il s'engage avec l'IF Brommapojkarna pour quatre ans. Avec ce club il découvre l'Allsvenskan, la première division suédoise. Il joue son premier match dans l'élite le 23 avril 2018, lors d'une rencontre perdue par trois buts à un face au Malmö FF. Toutefois son expérience dans ce club tourne court, il joue peu et quitte le club au bout d'une saison.
C'est à l'échelon inférieur qu'il se relance, au Degerfors IF, qu'il rejoint en janvier 2019. Il signe un contrat courant jusqu'en décembre 2021. Dès son premier match, le 31 mars 2019, lors de la première journée de la saison 2019 face au Syrianska FC, il se fait remarquer en inscrivant deux buts. Il contribue ainsi à la victoire de son équipe ce jour-là (1-4).

### IF Elfsborg
Le 25 juillet 2019, Rasmus Alm s'engage pour trois ans et demi à l'IF Elfsborg, retrouvant ainsi l'Allsvenskan. Quatre jours plus tard, il joue son premier match pour l'IF Elfsborg face au Kalmar FF, en championnat. Il est titularisé et son équipe s'impose par deux buts à un. Le 28 octobre de la même année, Alm inscrit son premier but avec sa nouvelle équipe sur une passe décisive de Per Frick, contribuant à la victoire des siens face à l'IFK Göteborg, en championnat (2-0).
Le 1er mai 2022, Rasmus Alm se fait remarquer lors d'une rencontre de championnat face au Degerfors IF en réalisant un triplé. Il contribue ainsi à la victoire de son équipe par six buts à zéro. Il s'agit du premier triplé de sa carrière, et il est seulement le troisième joueur d'Elfsborg à marquer trois buts dans un même match depuis les années 2000.

### St. Louis City SC
À l'issue de la saison 2022, le 8 novembre, Alm s'engage en faveur du St. Louis City SC, franchise d'expansion en Major League Soccer pour l'exercice 2023. Le 25 février 2023, il fait ses débuts en Major League Soccer contre l'Austin FC. C'est également la première victoire en MLS de l'histoire du club,. Saint-Louis est seulement la deuxième franchise de l’histoire de la ligue à remporter ses trois premiers matchs, rejoignant les Sounders de Seattle.
Rasmus Alm inscrit son premier but pour le St. Louis City SC face au Real Salt Lake le 26 mars 2023, lors d'une rencontre de MLS. Entré en jeu à la place de Tomáš Ostrák, il participe à la victoire de son équipe (0-4 score final). Il marque son deuxième but le 23 avril 2023, contre les Rapids du Colorado, en championnat. Titulaire, il ouvre le score et les deux équipes se neutralisent (1-1 score final).